# William Drummond
William Drummond (Hawthornden, 1585-ibídem, 1649) fue un poeta e historiador escocés.

## Biografía
Drummond nació en el Castillo de Hawthornden, Midlothian, hijo de John Drummond, el primer lord del Hawthornden, y Susannah Fowler, hermana del poeta y cortesano William Fowler. Sir Robert Drummond de Carnock, en su día Maestro en Trabajo a la Corona de Escocia, fue su abuelo.
Drummond recibió su primera educación en la Royal High School de Edimburgo y se graduó en julio de 1605 como MA de la recién fundada Universidad de Edimburgo. Su padre era ujier caballero en la corte inglesa (como lo había sido en la corte escocesa desde 1590) y William, en una visita a Londres en 1606, describe las festividades en el marco de la visita del Rey de Dinamarca.
Drummond pasó dos años en Bourges y París estudiando Derecho y, en 1609, estaba de nuevo en Escocia, donde, por la muerte de su padre en el año siguiente, se convirtió en terrateniente de Hawthornden a la temprana edad de 24 años.
La lista de los libros que leyó hasta el momento se conserva en su propio handwriting. Indica una fuerte preferencia por la literatura de imaginación y muestra que estaba muy interesado por el verso contemporáneo. Su colección (ahora en la biblioteca de la universidad de Edimburgo) contiene muchas primeras ediciones de las más famosas producciones de la época. En la búsqueda de sí mismo, Drummond abandonó de forma natural la ley de las musas, "porque", dice su biógrafo, en 1711 "la delicadeza de su ingenio siempre se ejecutan en el agrado y utilidad de la historia, y sobre la fama y la suavidad de la poesía". En 1612 comenzó su correspondencia con Sir William Alexander de Menstrie, luego conde de Stirling, que maduró en una amistad de por vida después de la visita de Drummond a Menstrie en 1614.
La primera publicación de Drummond apareció en 1613, una elegía a la muerte de Enrique Federico, príncipe de Gales, llamado Teares on the Death of Meliades (Moeliades, tercera edición. 1614). El poema muestra la influencia del pastoreo de Spenser y Sidney. En el mismo año publicó una antología de las elegías de Chapman, Wither y otros, titulado Mausoleum o The Choisest Flowres of the Epitaphs. En 1616, el año de la muerte de Shakespeare, aparecieron Poems: Amorous, Funerall, Divine, Pastorall: in Sonnets, Songs, Sextains, Madrigals, siendo sustancialmente la historia de su amor a María Cunningham de Pajares, quien estaba a punto de convertirse en su esposa cuando ella murió en 1615.
Los poemas llevan marcas de un estudio minucioso de Sidney y de los poetas italianos. A veces se traduce directamente del italiano, especialmente de Giambattista Marino Forth Banquete: A Panegyricke al Rey Excelentísimo Majestie (1617), un poema escrito en pareados heroicos de notable facilidad, que celebra la visita de James a Escocia en ese año. En 1618 Drummond comenzó una correspondencia con Michael Drayton. Los dos poetas continuaron escribiéndose a intervalos durante trece años, la última carta está fechada en el año de la muerte de Drayton. Este último casi había sido persuadido por su "querido Drummond" para imprimir los libros posteriores de Poli-Olbion en la imprenta de Hart en Edimburgo. En el invierno de 1618-1619, Drummond contaba a Ben Jonson en su círculo de amistades literarias, y en la Navidad de 1618 fue honrado con una visita de dos semanas o más del dramaturgo.
El relato de sus conversaciones, supuestamente perdidas durante mucho tiempo, fue descubierto en la Advocates Library, Edimburgo, por David Laing, y fue editado por la Sociedad de Shakespeare en 1842 e impreso por Gifford y Cunningham. Las conversaciones están llenas de chismes literarios y encarnan la opinión de Jonson de sí mismo y de su ejército, a quien francamente dijo que "sus versos eran demasiado de los schooles, y no iban tras la fancie del tiempo", y otra vez que él "era demasiado bueno y sencillo, y que modestie menudo un hombre hizo el ridículo de su witt". Pero la publicación de lo que, obviamente, estaba destinada solamente para un diario privado ha dado Jonson una inmerecida reputación de juicios severos, y ha echado la culpa a Drummond para el ennegrecimiento de la memoria de su invitado.
En 1623 apareció la cuarta publicación del poeta, titulado Flowers of Sion: By William Drummond of Hawthornedenne: to which is adjoyned his Cypresse Grove. Desde 1625 hasta 1630 Drummond estuvo probablemente en su mayor parte dedicado a los viajes en el continente. El 29 de septiembre de 1626 él recibió dieciséis patentes para diversos dispositivos, principalmente militares. Estos incluían vasos de Arquímedes que ocasionarían que naves ardieran en el mar y un modelo temprano de ametralladora "en el que un número de barriles de mosquete se sujetan entre sí de manera tal que permita a un hombre tomar el lugar de un centenar de mosqueteros en la batalla". [1] Sin embargo, no hay evidencia de que en realidad produce cualquiera de estos dispositivos. En 1627, sin embargo, parece haber estado en su hogar por un corto tiempo, ya que, en ese mismo año, aparece en el carácter del titular de una patente para la construcción de máquinas de guerra, titulada "Litera Magistri Gulielmi Drummond de Fabrica Machinarum Militarium, Anno 1627." El mismo año, 1627, es la fecha del generoso regalo de Drummond (mencionado anteriormente) de alrededor de 500 volúmenes a la biblioteca de la Universidad de Edimburgo.
En 1630, Drummond comenzó de nuevo a residir permanentemente en Hawthornden, y en 1632 se casó con Elizabeth Logan, con quien tuvo cinco hijos y cuatro hijas. En 1633, Charles hizo su 'visita de coronación' a Escocia, y la pluma de Drummond fue empleada en escribir discursos de felicitación y versos. Estuvo involucrado en la organización de la procesión triunfal del Rey a través de Edimburgo. [2] Como Drummond prefería 'Episcopado' a 'Presbiterio' , y era extremadamente leal, apoyó la política general de Charles, aunque protestó contra los métodos empleados para hacerla cumplir. Cuando John Elphinstone, segundo Señor Balmerino fue enjuiciado por el cargo capital de retener en su poder una petición considerada como un libelo al gobierno del rey, Drummond en una enérgica "Carta" (1635) instó la injusticia y la locura de las actuaciones . En este tiempo, una reclamo del conde de Menteith al condado de Strathearn, que se basó en la afirmación de que Robert III, esposo de Annabella Drummond, era ilegítimo, despertó el orgullo del poeta de la sangre y lo llevó a preparar una defensa histórica de su casa.
En parte para complacer a su pariente, el conde de Perth, y en parte para satisfacer su propia curiosidad, el poeta hizo investigaciones en la genealogía de la familia. Esta investigación fue el verdadero secreto de la participación de Drummond en la historia de Escocia, y así nos encontramos con que ahora comenzó su Historia de Escocia durante los reinados de los Cinco Santiagos, una obra que no apareció hasta 1655, y es notable solo por su buen estilo literario. Su siguiente trabajo fue provocado por la sumisión forzada del rey a la oposición de sus súbditos escoceses. Se titula Irene: o una Protesta de la Concordia, de la amistad y el amor entre los súbditos de Su Majestad (1638), y encarna el credo político de Drummond de sumisión a la autoridad como el único refugio lógico de la democracia, que él odiaba. En 1639 Drummond tuvo que firmar el Pacto de auto-protección, pero se sentía incómodo por el peso, ya que varios petardos políticos por lo atestiguan. En 1643 publicó Σκιαμαχία: o una defensa de una petición ofrecida a los Señores del Consejo de Escocia por algunos nobles y señores, un panfleto político en apoyo de los realistas en Escocia que deseaban abrazar la causa del rey contra el Parlamento Inglés.
Su carga es una invectiva sobre la intolerancia del clero presbiteriano entonces dominante.
Sus obras posteriores se pueden describir brevemente como panfletos monárquicos, escritas con mayor o menor cautela, como los tiempos lo requierieran. Drummond se puso de parte de Montrose , y una carta del líder monárquico en 1646 reconoció sus servicios. También escribió un panfleto, Vindicación de los Hamilton, el apoyo a las reivindicaciones del duque de Hamilton para dirigir el ejército escocés que había de liberar a Carlos I. Se dice que la salud de Drummond recibió un duro golpe cuando recibió la noticia de la ejecución del rey. Fue enterrado en su iglesia parroquial de Lasswade.

## Obra
Las obras más importantes de Drummond son los Cypresse Grove y varios poemas. El Cypresse Grove presenta una gran riqueza de ilustración, y un extraordinario dominio de inglés musical. Es un ensayo sobre la locura del miedo a la muerte. "Este globo de la tierra," dice él, "que parece enorme para nosotros, en relación con el universo, y comparado con el amplio pabellón de los cielos, es inferior a poco, de ninguna cantidad razonable, y sino como un punto." Este es uno de los modos favoritos de Drummond, y usa constantemente en sus poemas frases como "el todo", "este gran todo". Incluso en aquellos de sus poemas que pueden llamarse más distintivamente cristianos , esta concepción filosófica es en el trabajo.
Una característica notable de la poesía de Drummond, como en la de sus contemporáneos cortesanos Aytoun , Lord Stirling y otros, es que no se manifiesta ningún elemento escocés característico, sino debe su nacimiento e inspiración más bien a los maestros italianos e ingleses. Drummond era esencialmente un seguidor de Spenser, pero, en medio de toda su sensualidad, e incluso en aquellas líneas más llamativamente hermosas, hay un poco de reflexión melancólica - una tendencia profundizada por la muerte de su primer amor, Mary Cunningham. Drummond fue llamado "el escocés Petrarca ", y sus sonetos, que son la expresión de una verdadera pasión, se destacan muy por encima de la mayoría de las imitaciones Petrarcan contemporáneas. Un poema burlesco notableolemo Middinia inter Vitarvam et Nebernam (impreso de forma anónima en 1684) ha sido persistentemente, y con razón, atribuida a él. 